# مارك بون جونيور
مارك بون جونيور (بالإنجليزية: Mark Boone Junior) مواليد 17 مارس 1955 في سينسيناتي، الولايات المتحدة، هو ممثل أمريكي بدأ مسيرته الفنية عام 1983.

## الأعمال
- موت قاسي 2
- ساينفيلد
- السريع والميت
- سبعة
- اللعبة
- أرمجدون
- الخط الأحمر الرفيع
- تذكار
- اكبح حماسك
- سريع جدا غاضب جدا
- ولادة أمة (فيلم 2016)

## وصلات خارجية
- مارك بون جونيور على موقع IMDb (الإنجليزية)
- مارك بون جونيور على موقع قاعدة بيانات الأفلام العربية
- مارك بون جونيور على موقع قاعدة بيانات الأفلام العربية
- مارك بون جونيور على موقع ألو سيني (الفرنسية)
- مارك بون جونيور على موقع أول موفي (الإنجليزية)
- مارك بون جونيور على موقع قاعدة بيانات الأفلام السويدية (السويدية)
- مارك بون جونيور على موقع إن إن دي بي (الإنجليزية)
- مارك بون جونيور على موقع قاعدة بيانات الفيلم (الإنجليزية)
- مارك بون جونيور على موقع كينوبويسك (الروسية)